# Uhren- und Schmuckfabrik G. A. Müller

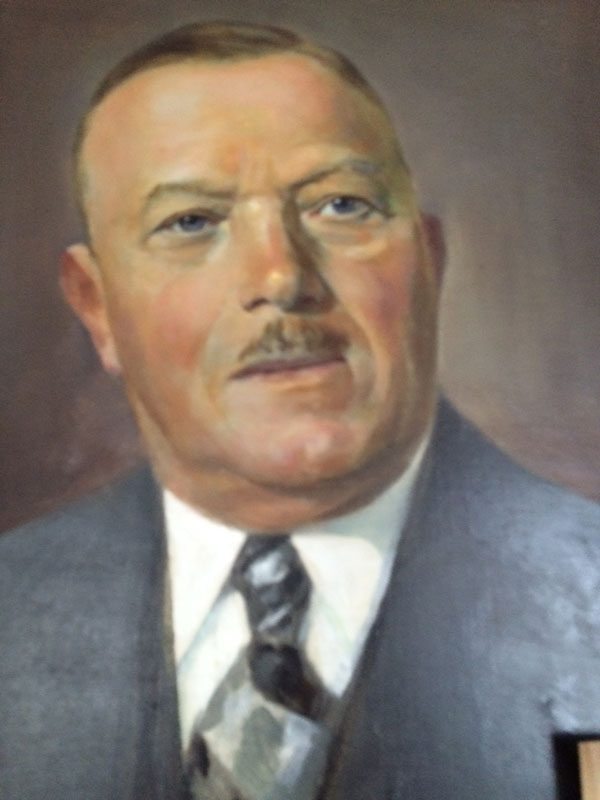
Firmengründer Gottlob August Müller

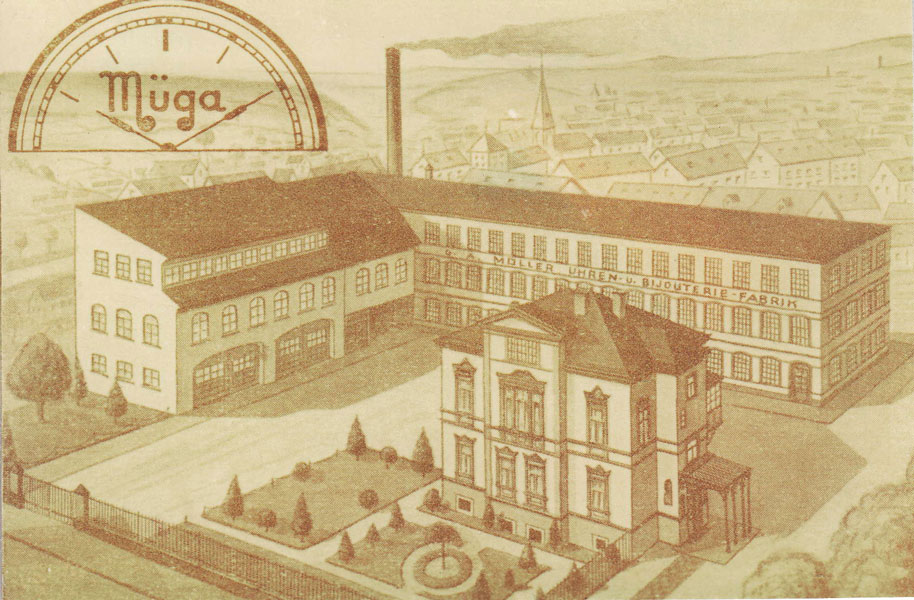
Firmensitz der G. A. Müller Schmuckfabrik vor dem 2. Weltkrieg

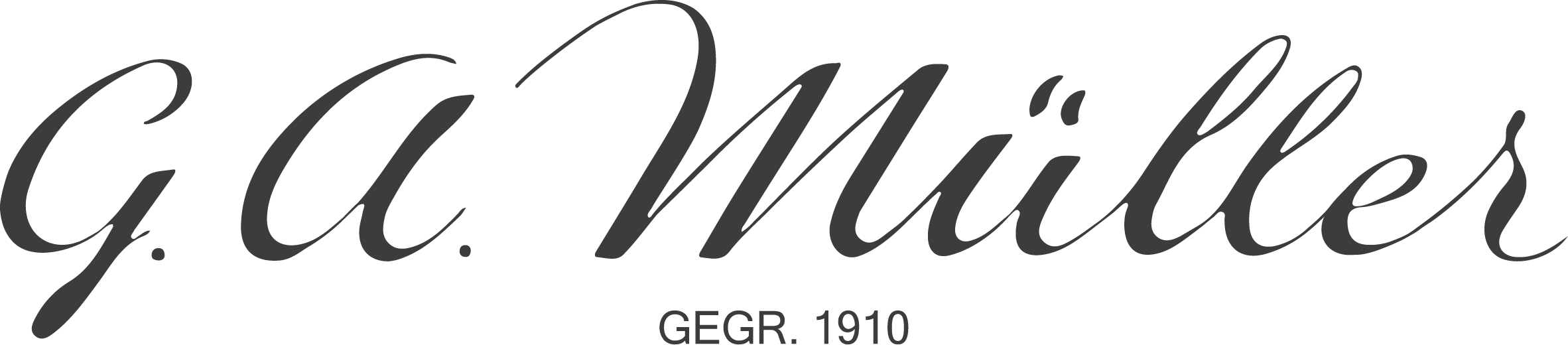
Digitalisierte historische Wortmarke der Firma

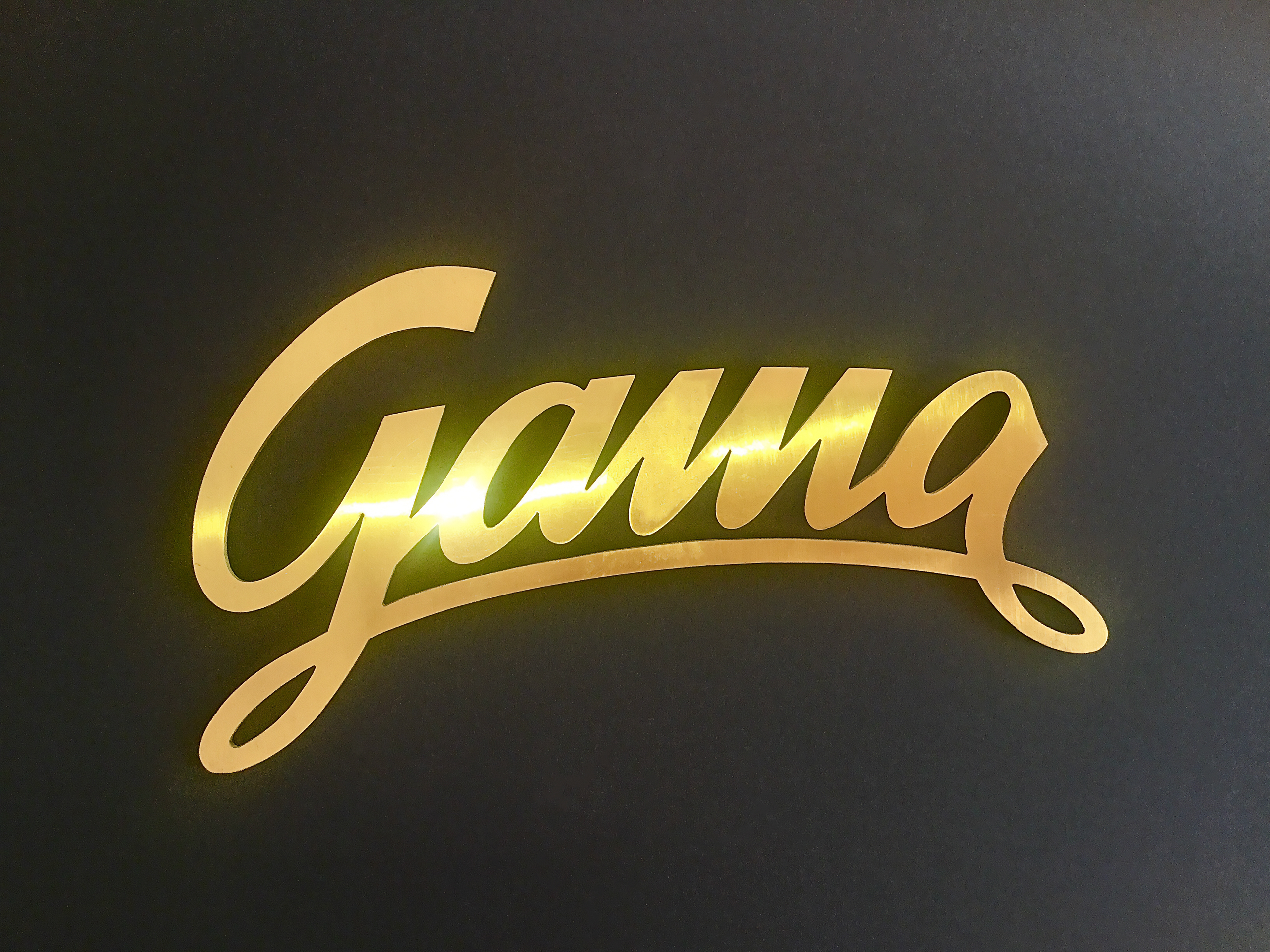
Schriftzug der Uhrenmarke "Gama" aus Bronze

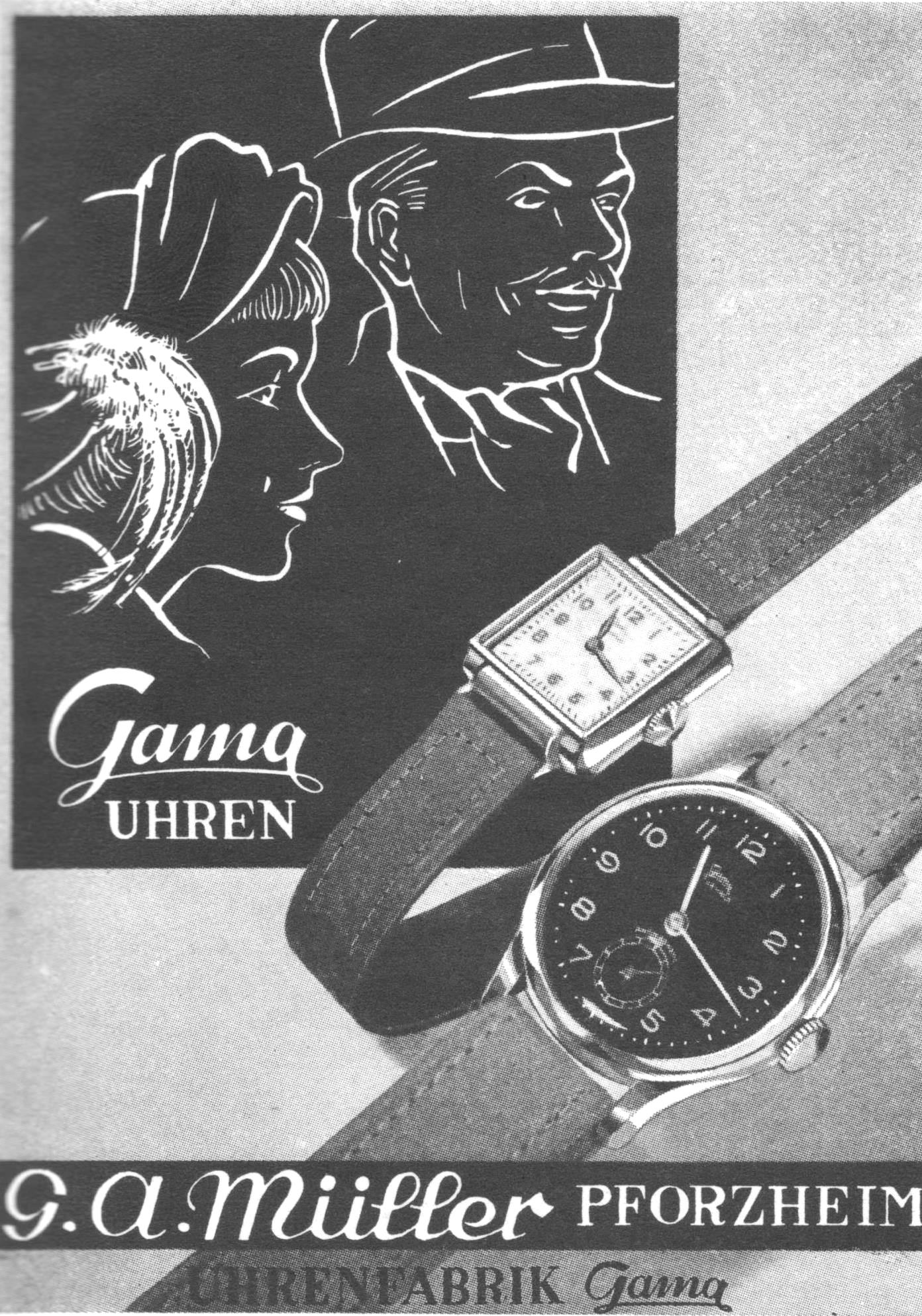
GAMA Uhren Werbeplakat aus den 1950er Jahren

G. A. Müller ist eine deutsche Uhren- und Schmuckmanufaktur in Familienbesitz mit Sitz in Pforzheim.

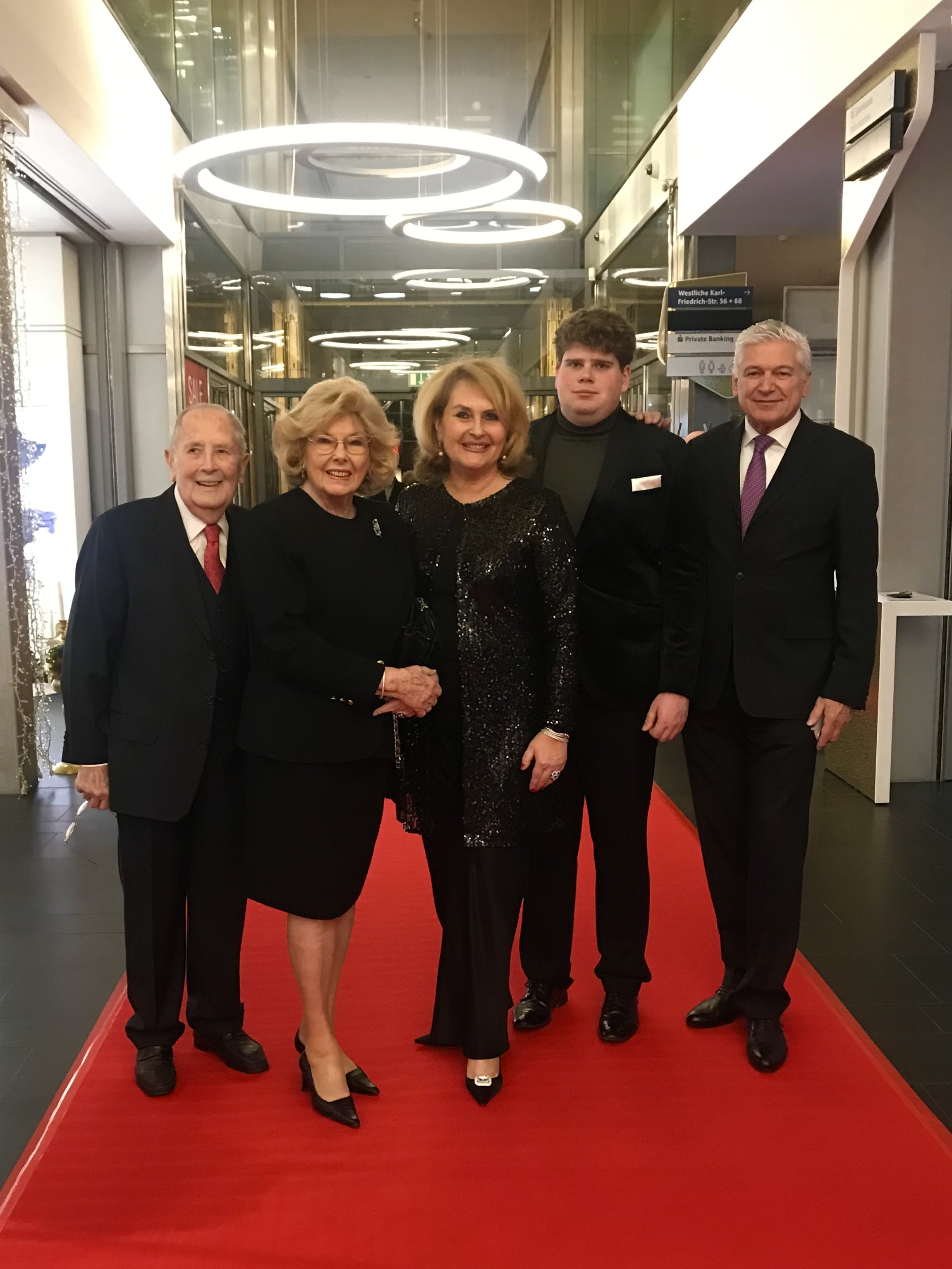
G. A. Müller – Familienunternehmen in der 4. Generation

## Geschichte
1910 gründete Gottlob August Müller (* 1874 in Pforzheim; † 1958 ebenda) als gelernter Goldschmied das Unternehmen in Pforzheim. Bereits seit 1906 fertigte er Uhrketten aus 18kt Gold für die damals üblichen Herren-Taschenuhren. 1910 begann Müller mit dem Verkauf und Export von Uhrketten an verschiedene Uhrwerkhersteller in der Schweiz. Im Gegenzug importierte er Schweizer Uhrwerke nach Pforzheim und baute diese in seine eigenen Uhrgehäuse ein. Die Geschäfte mit den Schweizer Geschäftspartnern wurden oftmals per Handschlag getätigt.
Die Armbanduhr für Herren war bis 1920 nicht sehr verbreitet, das Tragen von Uhren am Arm oder Handgelenk war ein Privileg der Damen, welche die Uhren als modisches Accessoire betrachteten. So war Müller einer der Pioniere der Uhrenindustrie in Pforzheim und vor allem auch international, da er sich bereits seit 1910 mit der Fertigung von Herrenarmbanduhren mit kompakt gebauten Schweizer Uhrwerken in seinen Gehäusen beschäftigte und bald darauf die Produktion von Herrenarmbanduhren begann. So baute er eine der ersten Herrenarmbanduhren in Deutschland.
Die Marke „Gama“ wurde seit 1921 auf die Zifferblätter der Uhren aufgedruckt. „Gama“ steht als Akronym für die Anfangsbuchstaben der Worte Gottlob August Müller – das letzte A wurde aus phonetischen Gründen an den Wortstamm GAM angehängt. In den 70er Jahren wurde zusätzlich der griechische Buchstabe Gamma (γ) unter den Schriftzug auf ausgewählten Uhrenmodellen aufgedruckt.
Das erste Firmendomizil befand sich in der Gartenstraße 18–20 (in den 70er Jahren in Parkstraße umbenannt) – zunächst als Schmuck- und Bijouteriefabrik und bereits ab 1919 offiziell mit der eigenen Armbanduhren- und Uhrgehäusefertigung unter dem Markennamen „Gama“. In den 1930er Jahren traten die Kinder des Firmengründers, Hedwig Blessing, geb. Müller, Ida Müller und Walter Müller sowie der Schwiegersohn Karl Blessing, in die Leitung des Unternehmens ein. Dabei gelang es dem Vater, dass sein Sohn Walter Anfang der 1930er Jahre seine Ausbildung zum Uhrmacher als erster Deutscher an der renommierten Genfer Uhrmacherschule absolvieren durfte, die er mit „Auszeichnung als Jahrgangsbester“ bestanden hat.
Beim Luftangriff auf Pforzheim im Jahr 1945 wurden Fabrik und Unternehmervilla in der Gartenstraße zerstört. Ein Jahr später lief die Produktion wieder an. 1947 wurde der Firmensitz in die Friedenstraße 24 verlegt. Ende 1949 bezog die Firma ihr neu aufgebautes ehemaliges Domizil in der Parkstraße 18–20a. Zu diesem Zeitpunkt befand sich das Unternehmen im Besitz der zweiten und dritten Generation der Familien Müller und Blessing. Um 1960 schloss sich die Uhren- und Schmuckfabrik G. A. Müller der neu gegründeten Produktionsgemeinschaft Epora an. Sie erhoffte sich dadurch Wettbewerbsvorteile durch eine vereinfachte Uhrenfertigung. Zudem stellte sie auf zahlreichen internationalen Fachmessen aus, wie der Hannover Messe und der Mustermesse Basel (heute Baselworld). Bis in die 1990er Jahre wurden so ca. 200 Uhren pro Tag gefertigt.
Seit den 1960er Jahren wird das Unternehmen von dem Enkel des Firmengründers, Dieter Blessing (* 1936 in Pforzheim) mit Ehefrau Ingeborg, geführt. Heute sind, in der 4. Generation, Michaela Blessing-Fischer, gemeinsam mit dem Geschäftspartner Volker Kumpf, in der Geschäftsführung tätig. G. A. Müller beliefert mit ihren Schmuckkreationen Juweliere und Luxushotels und fertigt exklusiv nach individuellen Kundenwünschen Goldschmuck mit Diamanten sowie hochwertigen Edelsteinen an.

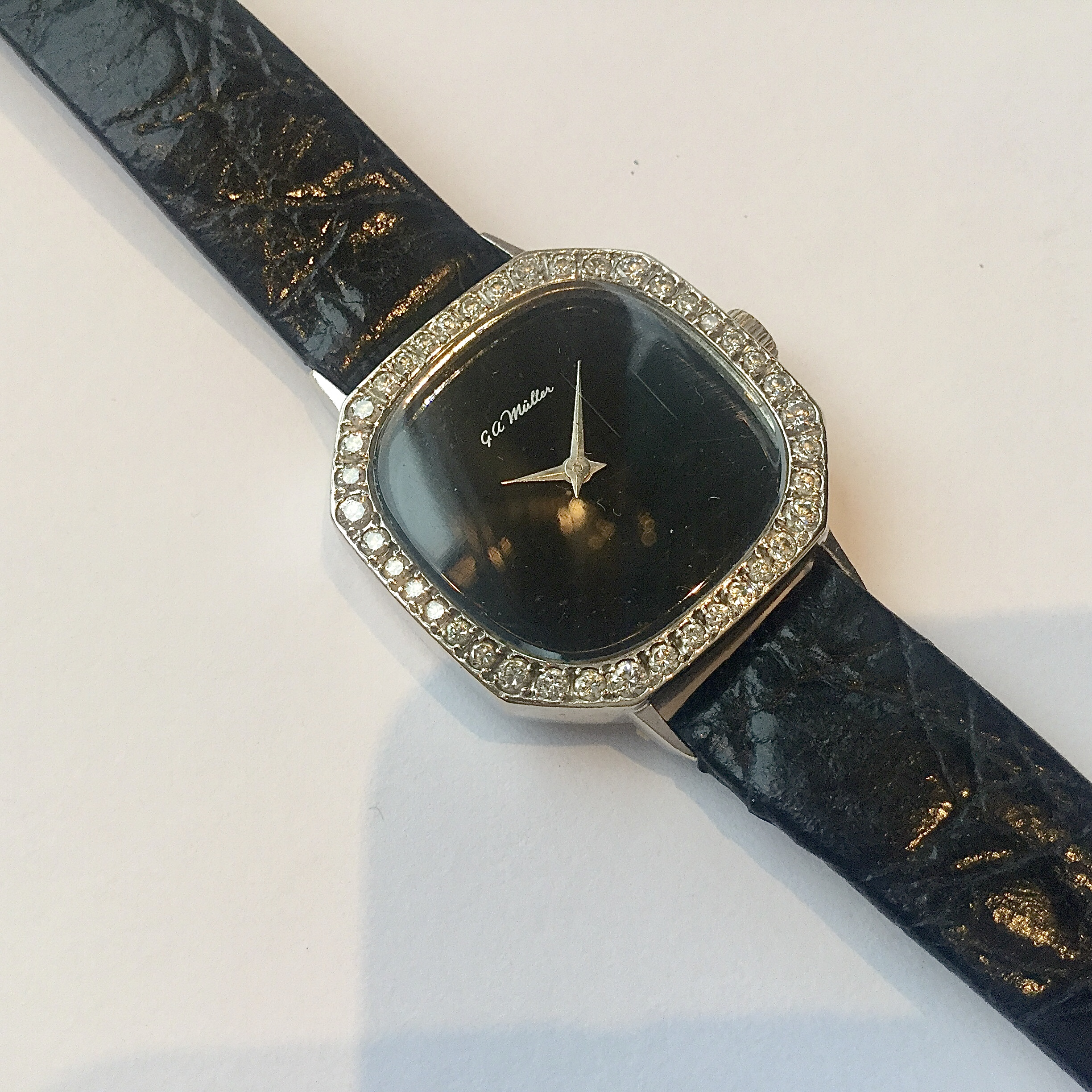
G. A. Müller Damenuhr mit Diamanten und 18kt Weissgold
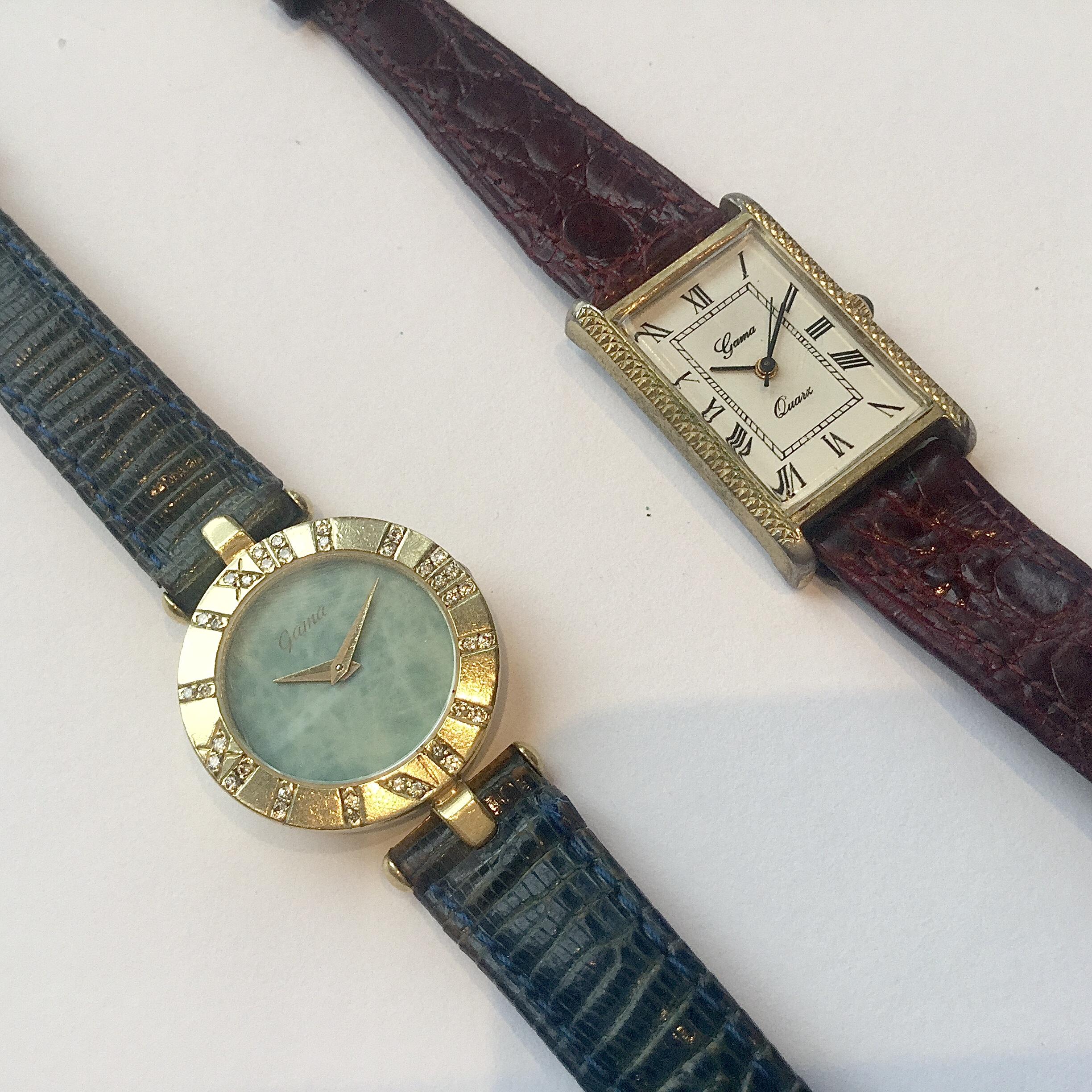
"Gama" Damenuhren, links mit Diamanten, Lapislazuli und Gehäuse aus Gelbgold
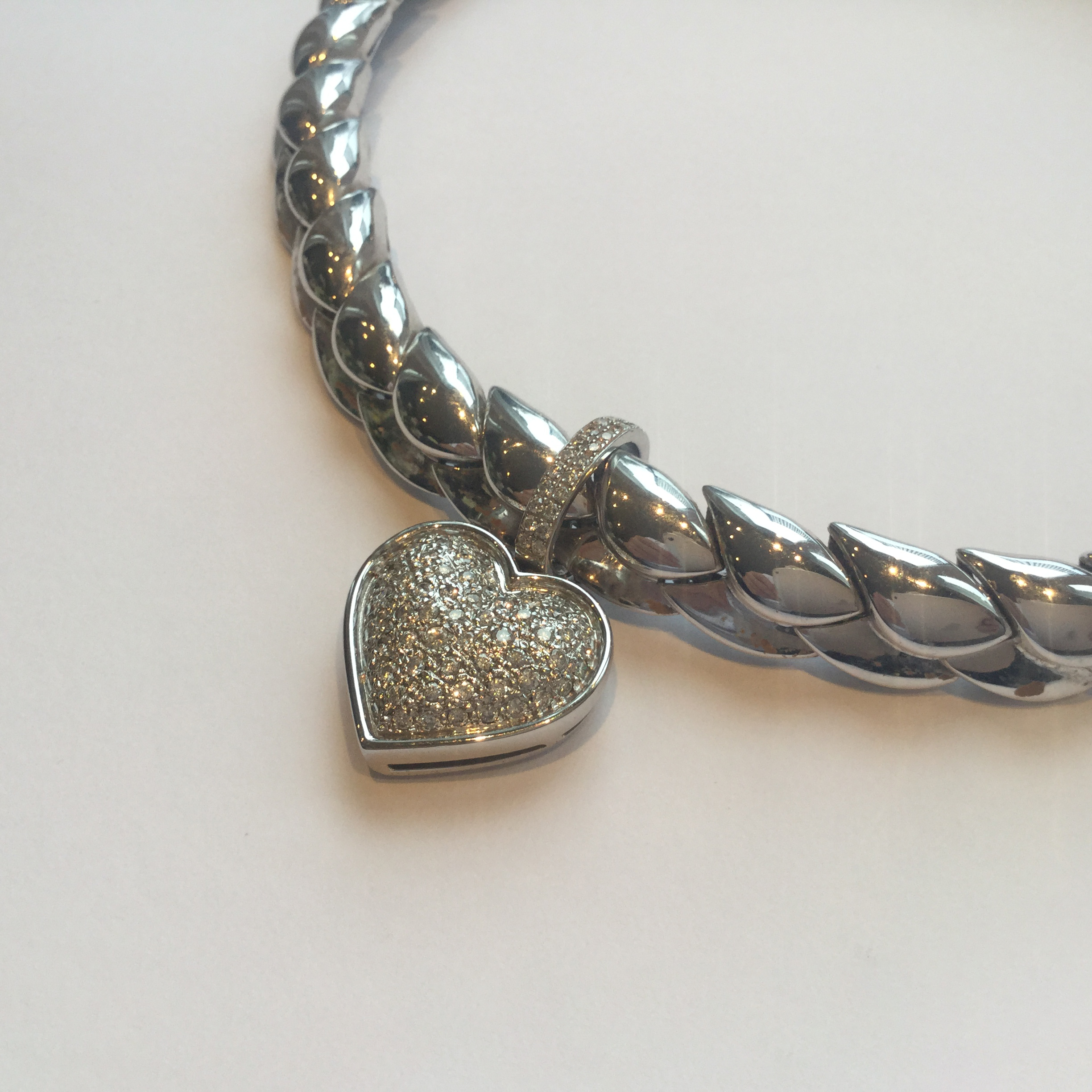
G. A. Müller Diamantherz Anhänger mit Pavé-Fassung
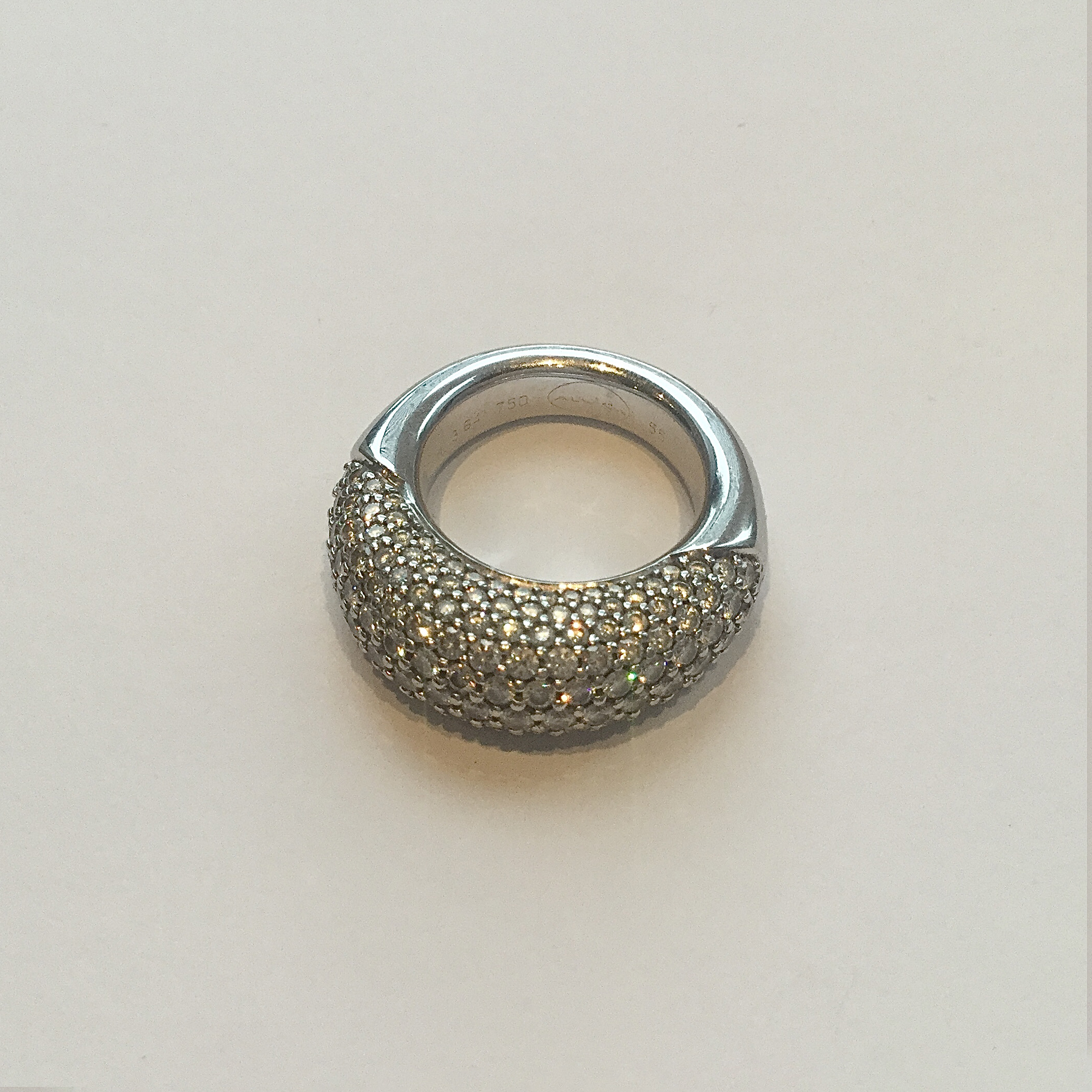
G. A. Müller Schmuck Ring mit  Diamanten besetzt aus 18kt Weissgold